# NGC 2228
NGC 2228 é uma galáxia lenticular (SB0) localizada na direcção da constelação de Dorado. Possui uma declinação de -64° 27' 33" e uma ascensão recta de 6 horas, 21 minutos e 15,9 segundos.
A galáxia NGC 2228 foi descoberta em 31 de Janeiro de 1835 por John Herschel.